# Tunku Ismail Idris
Il maggior generale Tunku Ismail Abdul Majid Idris Abu Bakar Iskandar bin Tunku Ibrahim Ismail (Johor Bahru, 30 giugno 1984) è un principe e dirigente sportivo malese, Tunku Mahkota di Johor dal 29 gennaio 2010 e principe reggente dal 28 gennaio 2024.

## Primi anni di vita e formazione
Tunku Ismail Idris è nato a Johor Bahru il 30 giugno 1984 ed è il primo figlio del sultano Ibrahim Iskandar di Johor e della sua seconda moglie Raja Zarith Sofia. È stato educato presso la SK Sri Utama e il St Joseph's College di Johor Bahru, la Australian International School a Singapore e la Hale School di Wembley Downs.

## Carriera
Seguendo la tradizione famigliare di essere addestrato nelle forze armate, Tunku Ismail aspirava a una carriera nelle forze armate indiane. Il nonno aveva fatto carriera nell'esercito malese e il padre nella US Army. Nel luglio del 2003, si è iscritto come ufficiale cadetto all'Accademia militare indiana di Dehra Dun. Nel dicembre dell'anno successivo ha ottenuto la qualifica di sottotenente ed è entrato in servizio nell'esercito indiano. Nel dicembre del 2007 è stato promosso al grado di capitano. Egli è stato il primo reale malese a entrare nelle forze armate indiane.
È stato il primo straniero a guidare un'unità dell'esercito indiano nella parata del giorno della Repubblica. Il 26 gennaio 2007 infatti, ha guidato una colonna montata del 61º Reggimento di cavalleria di stanza a Jaipur per rendere omaggio al presidente dell'India Abdul Kalam. Il presidente stesso lo aveva scelto per guidare i circa 400 uomini appartenenti all'unica unità di cavalleria non cerimoniale al mondo. Alla parata era presente anche il presidente della Federazione Russa Vladimir Putin, il suo entourage e altri dignitari politici e militari. Anche suo padre, Tunku Ibrahim Iskandar, è giunto da Johor Bahru il 23 gennaio 2007 per essere presente alle celebrazioni.
L'8 aprile 2006 è stato nominato Raja Muda. Questo titolo nel Johor indica il secondo nella linea di successione. Qualche giorno dopo l'ascesa al trono del padre, il 29 gennaio 2010 presso l'Istana Besar di Johor Bahru, è stato promosso a Tunku Makhota.

## Carriera come dirigente sportivo

### Presidente della Federazione calcistica del Johor
L'EGM tenutosi a Johor Bahru ha visto il principe ereditario nominato nuovo presidente della Federazione calcistica del Johor in sostituzione di Jais Sarday. Nel suo discorso, il principe ereditario ha dichiarato che nella successiva stagione della Malaysian Prime League, lo Stato di Johor avrebbe accorpato le sue tre squadre, la Johor FC, la MBJB e la MP Muar. Secondo lui ciò avrebbe ricondotto il calcio del sultanato al suo antico splendore.
Nel 2015, sotto la presidenza di Tunku Ismail Idris il nuovo Johor Darul Ta'zim Football Club, ha vinto la coppa dell'AFC.

### Consigliere e presidente della Federazione calcistica della Malaysia
La Federazione calcistica della Malaysia lo ha nominato consigliere dell'allora presidente, Tengku Abdullah. Tunku Ismail lo ha assistito nel migliorare la qualità del calcio all'interno del paese, in particolare riguardo alla nazionale e alle squadre giovanili.
Come previsto, ci sono stati diversi dubbi su questa nomina, in particolare perché Tunku Ismail a inizio anno aveva le elezioni a presidente contro Tengku Abdullah. Oltre a ciò, egli era stato anche estremamente chiaro nelle sue critiche al calcio della nazione. Tuttavia il presidente della Federazione calcistica del Johor era estremamente ottimista circa il suo nuovo ruolo, sostenendo che egli stava lavorando per migliorare il calcio all'interno del paese.
Parlando ai giornalisti, Tunku Ismail ha detto: "Ci deve essere una priorità fondamentale sulla disciplina di squadra, sulla visione e sulla missione della squadra nazionale di calcio. Ma oltre a questo, abbiamo anche bisogno di concentrarci sul rafforzamento dei campionati locali che inavvertitamente assistono la nazionale. Mi piacerebbe vedere la scena del calcio locale fare bene su tutti i fronti, non solo in termini di miglioramento della qualità del campionato, ma anche nei risultati della nostra nazionale. Allo stesso tempo so anche che l'obbiettivo può essere raggiunto entro un breve lasso di tempo. Tuttavia, se prendiamo le misure necessarie e ci concentriamo sullo sviluppo con attenzione, le cose miglioreranno drasticamente nei prossimi anni".
Nel 2017 è stato eletto presidente della Federazione calcistica della Malaysia.
Il 28 gennaio 2024 è divenuto principe reggente di Johor in quanto il 31 dello stesso mese il padre è stato proclamato Yang di-Pertuan Agong della Malesia.

## Matrimonio
Il 24 ottobre 2014, presso l'Istana Bukit Serene, ha sposato Che' Puan Khaleeda Bustamam in una cerimonia privata. La cerimonia è stata presieduta dal muftī di Johor Datuk Mohd Tahrir Samsudin. Il matrimonio reale ha avuto luogo presso la Dataran Bandaraya nel novembre successivo. Khaleeda, figlia di Bustaman Daud e Aziyah Abdul Aziz, è la più giovane di cinque fratelli ed è nata a Kuala Lumpur.
Il 25 giugno 2016 è nata la prima figlia della coppia, Yang Amat Mulia Tunku Khalsom Aminah Sofiah. Il 14 ottobre dell'anno successivo è nato il secondo figlio, Tunku Iskandar Abdul Jalil Abu Bakar Ibrahim.
Il 21 aprile 2021 è nata la terza figlia, Tunku Zahrah Zarith Aziyah.

## Interessi e opinioni
Appassionato di polo, Tunku Ismail è un esperto cavallerizzo. Nel 2004 l'Accademia militare indiana gli ha concesso il premio Best in riding. Faceva parte della squadra di polo del suo reggimento e ha vinto molti trofei.
Il principe è anche appassionato di auto sportive. Tutte le sue vetture sono registrate sotto la stessa targa di "TMJ", sigla del titolo Tunku Mahkota Johor che è anche il suo soprannome informale.
Egli è noto per la sua moderazione religiosa e per la critica velata ai musulmani più conservatori che nel 2016 lo hanno criticato per aver stretto la mano ad alcune donne.

## Controversie
Il 24 ottobre 2008 sono emersi dei rapporti circa una lite e una colluttazione tra due principi che presumibilmente si era verificata in un locale notturno presso il Crowne Plaza Hotel di Kuala Lumpur. Tunku Nadzimuddin, membro del famiglia reale del Negeri Sembilan, ha presentato una denuncia alla polizia in cui accusava un principe del Johor, identificato poi in Tunku Ismail, che lo avrebbe aggredito dando il via a una colluttazione. Un amico di Tunku Nadzimuddin, Shamshudhuha Ishak, un avvocato, ha presentato un altro rapporto alla polizia in cui accusava le guardie del corpo di averlo aggredito e di avergli rotto due denti.
Nel settembre successivo, Tunku Nadzimuddin ha presentato una denuncia contro la polizia e il procuratore generale per non aver risposto alla denuncia sporta in precedenza chiedendo un risarcimento di 50 milioni di ringgit. In una conferenza stampa, Tunku Nadzimuddin ha sostenuto di essere stato malmenato da Tunku Ismail e dalle sue guardie. Secondo la sua versione, Shamshudhuha è stato picchiato e lui minacciato con una pistola alla testa. Dopo l'arrivo della polizia è stata chiamata la madre di Tunku Nadzimuddin. La famiglia reale di Johor ha negato le affermazioni di Tunku Nadzimuddin e ha dichiarato che a Tunku Ismail quella notte era stato impedito di incontrare Tunku Nadzimuddin per motivi di sicurezza.